# Борыгино (Псковская область)
Борыгино — деревня в Бежаницком районе Псковской области России. Входит в сельское поселение Ашевское.
Расположена в 24 км к северу от райцентра, посёлка городского типа Бежаницы, и в 23 км к северу от деревни Махново.

## Население
| 2001 | 2002 | 2010 |
| ---- | ---- | ---- |
| 8    | ↘7   | ↘2   |

Численность населения по оценке на 2000 год составляла 8 жителей.

## История
С 1995 до 2010 гг. деревня входила в состав ныне упразднённой Ашевской волости.